# Métallurgique

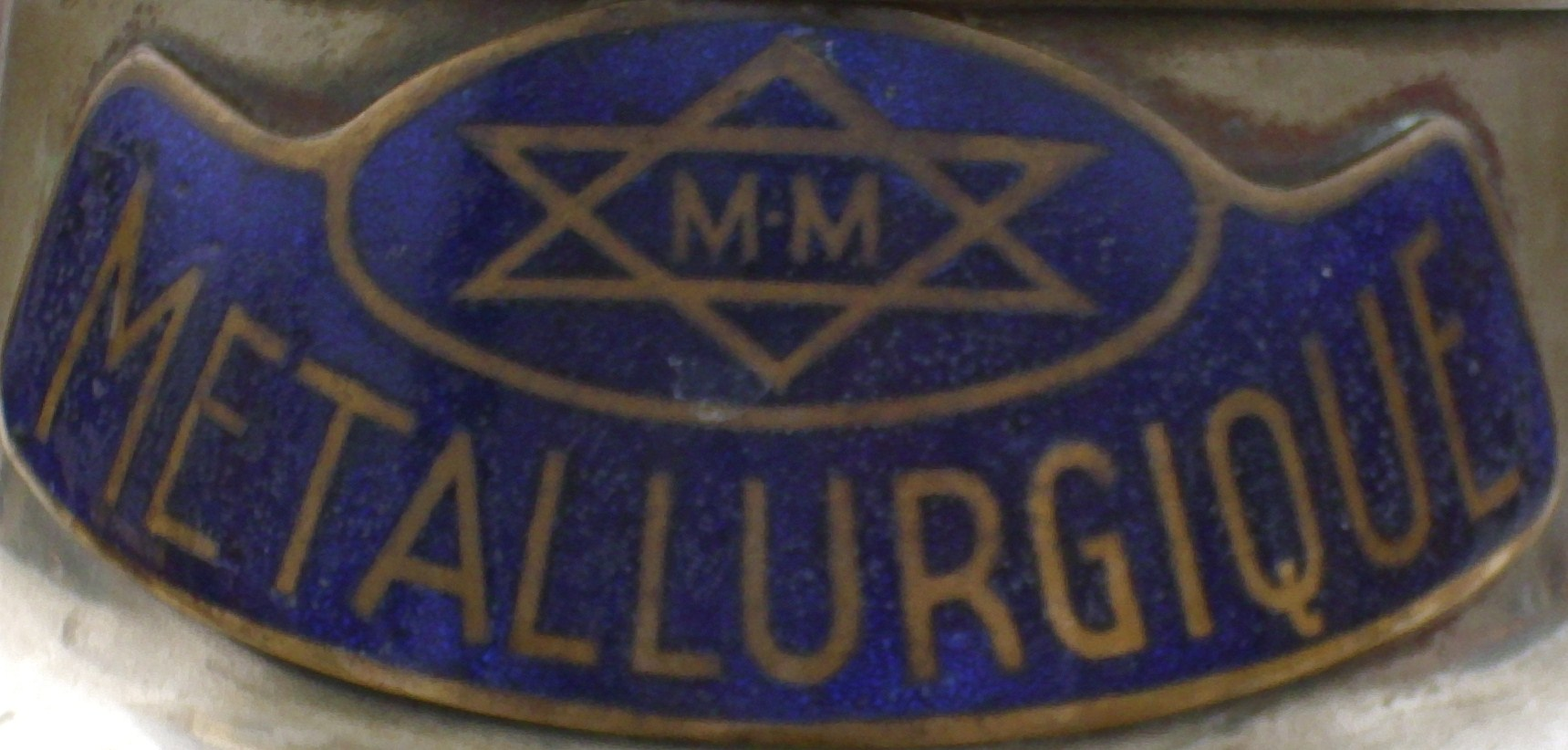
Emblem

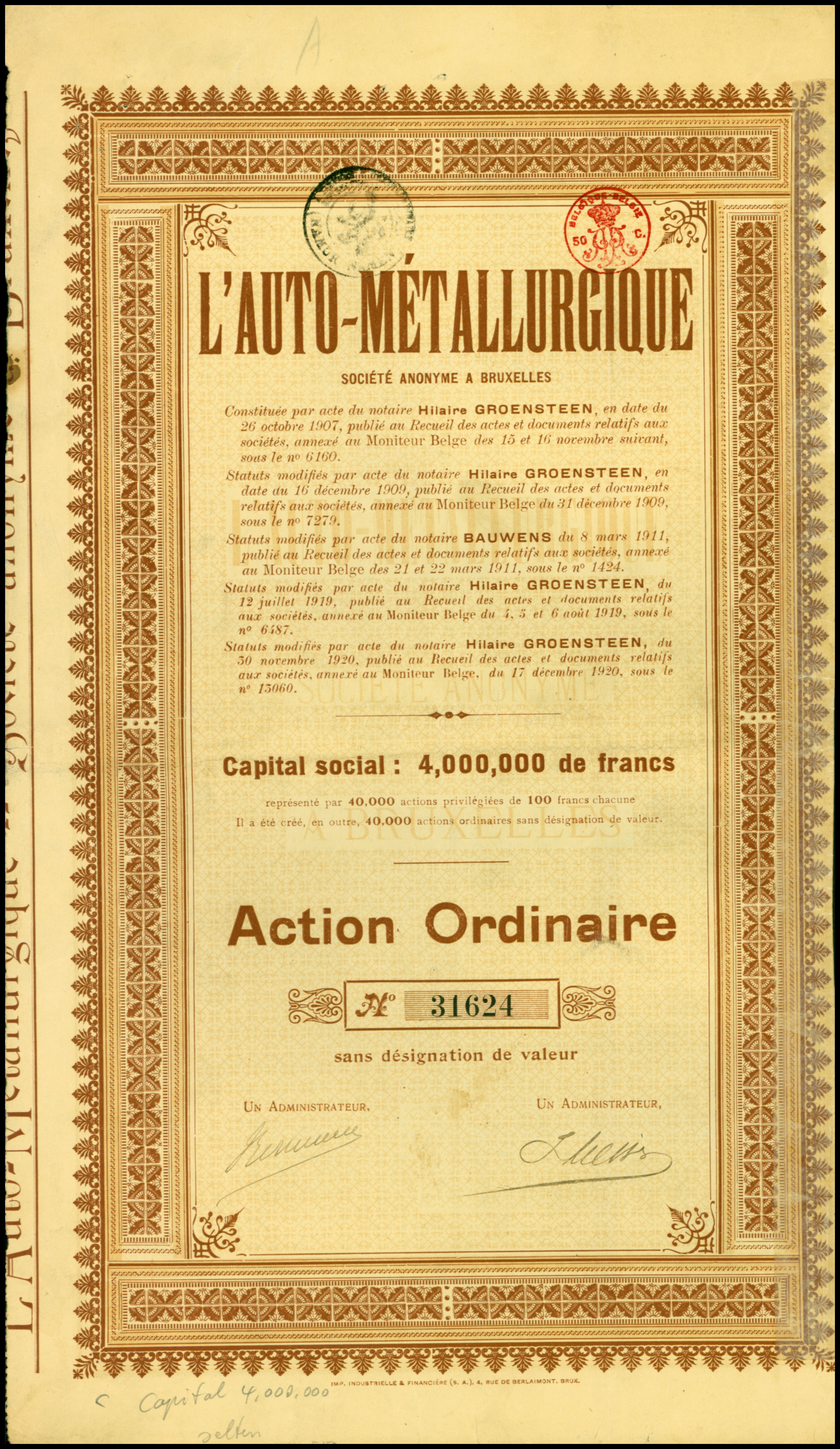
Aktie der L’Auto-Métallurgique SA von 1920

Métallurgique war eine belgische Automobil-Marke, die ursprünglich von der im Lokomotiv- und Eisenbahnmaterialbau tätigen Société anonyme La Métallurgique genutzt wurde, bis der Automobilbau 1907 in die Gesellschaft L’Auto-Métallurgique Société Anonyme ausgelagert wurde. Die Marke existierte von 1899 bis 1927. Die Fertigung erfolgte ab 1900 in einem eigenen Werk in Marchienne-au-Pont, in Frankreich wurden ab 1904 eine Zeit lang Fahrzeuge in Lizenz bei Gillet-Forest gefertigt.

## Beschreibung
Die ersten Wagen waren 4,5-PS-Zweizylindermodelle mit Kettenantrieb, aber 1905 führte man eine neue, moderne Baureihe ein, die von Ernst Lehmann konstruiert wurde. Lehmann war 1903 von Daimler zu Métallurgique gestoßen. Diese Wagen mit Pressstahlrahmen, Hinterradantrieb und der Möglichkeit einer elektrischen Beleuchtung auf Kundenwunsch machte die Firma zu einem der vornehmsten Sportwagenhersteller Europas. 1906 kam das Modell 60/80 PS mit Vierzylindermotor, 10 Litern Hubraum und wechselgesteuerten Ventilen, dessen Motor 100 PS bei 1400/min leistete. Im gleichen Jahr erhielten die Autos einen modischen Spitzkühler. 1908 wurde neben dem 60/80 PS als kleinere Version ein 40-PS-Modell angeboten; die Zweizylindermodelle entfielen. 1909 kam ein kleinerer 5-Liter-Wagen, der 26 PS leistete, dazu. 1911 bekamen alle Wagen Vierganggetriebe. Die Karosserien wurden von Carosserie Van den Plas in Antwerpen geliefert. 1912 waren vier Motoren im Programm: 14 CV, 20 CV, 26 CV und 40 CV.
Bereits ab etwa 1907 wurden auch Lastkraftwagen gefertigt. Ab 1909 wurden Métallurgique-Automobile auch in Lizenz von den Bergmann Elektrizitätswerken in Berlin gefertigt. Das Unternehmen hatte zuvor Elektrofahrzeuge gebaut. Die Lizenzfertigungen kamen als Bergmann-Metallurgique auf den Markt.
Nach dem Ersten Weltkrieg wurde die Automobilproduktion mit dem 26-PS-Modell (mit Adex-Vierradbremsen), dem 20/40 PS und dem 15/20 PS fortgesetzt. Die ersten Nachkriegskonstruktionen gab es ab 1921 als 3-Liter- und noch wichtiger als 2-Liter-Tourenwagen mit obenliegenden Nockenwellen, die von Paul Bastien entworfen wurden. Der 2 -Liter hatte exakt 1970 cm³ mit einer Bohrung von 70 mm bei 128 mm Hub und entwickelte 35 PS (8/35 HP).
1927 wurde die Firma von Imperia übernommen, die später ihrerseits von Minerva aufgekauft wurde. Der Name Métallurgique verschwand. Paul Bastien ging zum US-amerikanischen Automobilhersteller Stutz, wo er Reihenachtzylindermotoren konstruierte.

## Die wichtigsten Modelle

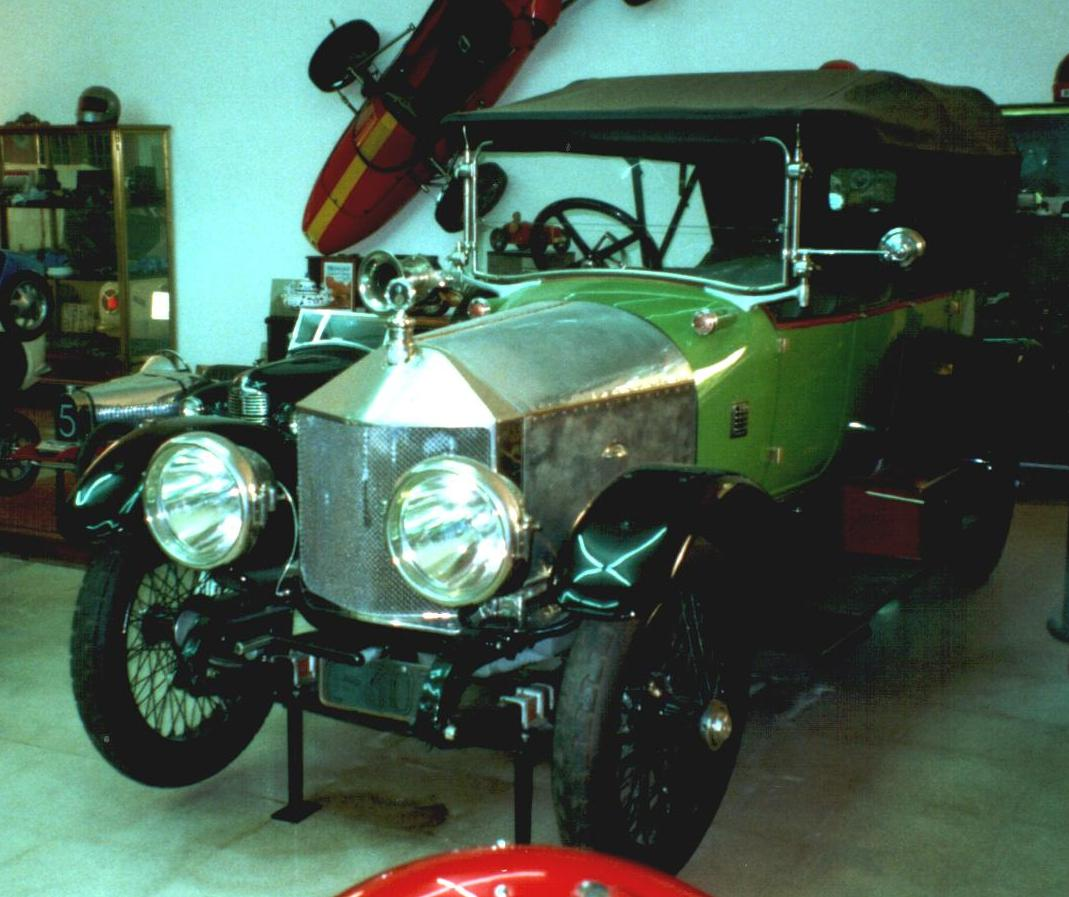
Métallurgique 18 HP von 1911

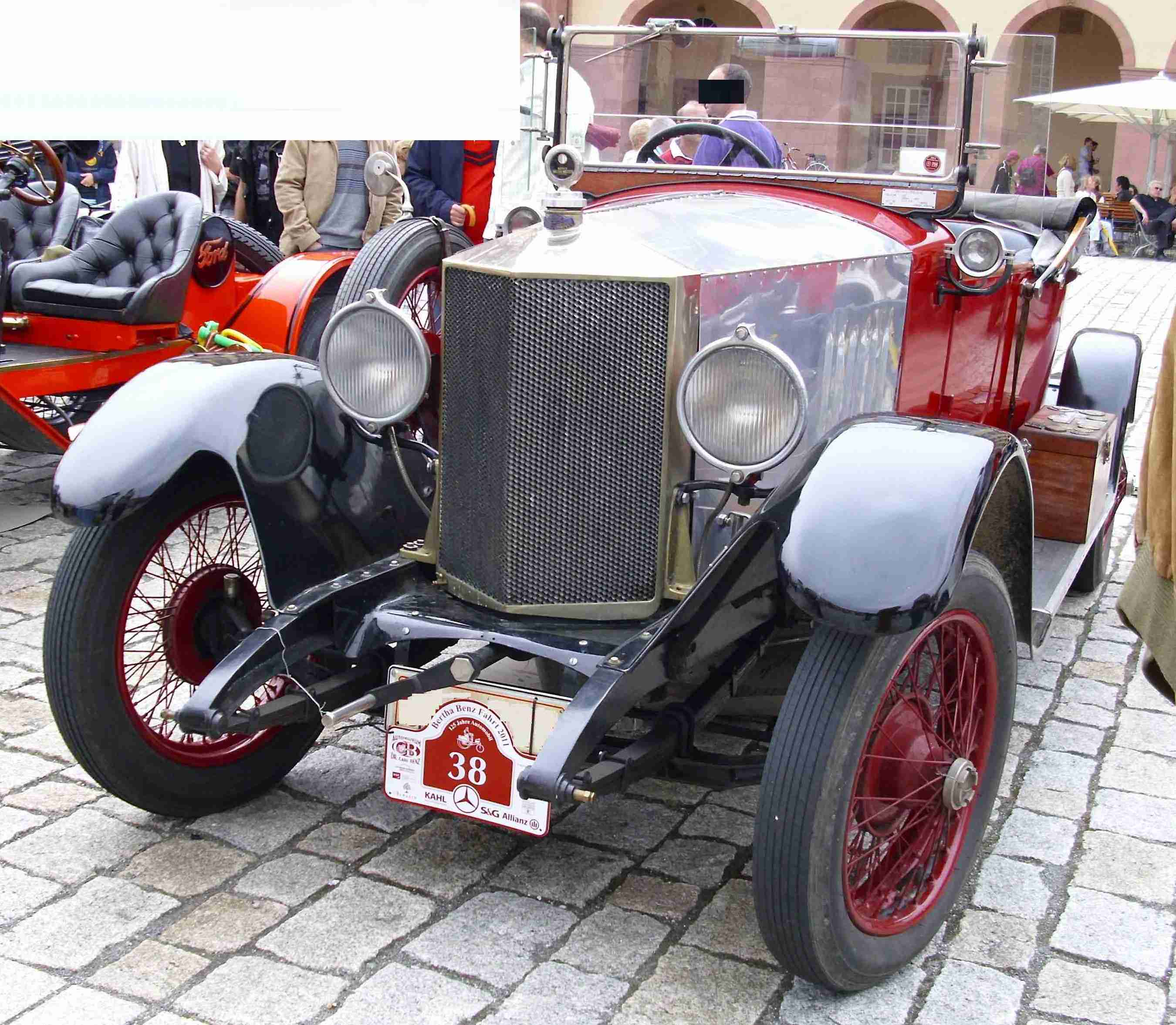
Métallurgique von 1921

| Typ      | Bauzeit   | Zylinder | Hubraum (cm³) | Leistung (PS) | Radstand (mm) | Fahrzeuglänge (mm) |
| -------- | --------- | -------- | ------------- | ------------- | ------------- | ------------------ |
| 4,5 HP   | 1899–1903 | 2        | 726           | 4,5           |               |                    |
| 60/80 HP | 1906–1908 | 4        | 9880          | 100           |               |                    |
| 40 HP    | 1908–1911 | 4        | 6880          | 40            |               |                    |
| 26 HP    | 1909–1912 | 4        | 4807          | 26            |               |                    |
| 14 HP    | 1912      | 4        | 2211          |               | 2850          | 3760               |
| 20 HP    | 1912–1914 | 4        | 3562          | 40            | 3250          | 4400               |
| 25 HP    | 1912–1914 | 4        | 4902          | 50            | 3450          | 4625               |
| 40 HP    | 1912–1914 | 4        | 7363          | 80            | 3750          | 4800               |
| 8/35 HP  | 1921–1928 | 4        | 1970          | 45            |               |                    |
| HP       | 1921      | 4        | 2955          |               |               |                    |